# Day by Day
"Day by Day" är en singel från den sydkoreanska musikgruppen T-ara. Den gavs ut den 3 juli 2012 för digital nedladdning tillsammans med gruppens EP-skiva Day by Day.  Låten är skriven av Ahn Young Min, Cho Young Soo, Kim Tae Hyun och K-SMITH. Låten debuterade på tredje plats på Gaon Chart den 7 juli 2012 och nådde andra plats veckan därpå.

## Spårlista
| 1. | Day by Day | 3:28 |

## Listplaceringar
| Lista                 | Topplacering |
| --------------------- | ------------ |
| Sydkorea (Gaon Chart) | 2            |